# Ковалик Андрій Сергійович
Андрі́й Сергі́йович Кова́лик — старший лейтенант Збройних Сил України.
Випускник 2011 року Академії сухопутних військ імені гетьмана Петра Сагайдачного. За відмінне навчання заохочувався стипендією Верховної Ради України («Офіцер України». — 2010. — чис. 1. — С. 14).
Станом на березень 2017-го — командир стартової батареї, 19-та окрема ракетна бригада.

## Нагороди
За особисту мужність і героїзм, виявлені у захисті державного суверенітету та територіальної цілісності України, вірність військовій присязі під час російсько-української війни нагороджений
- орденом Богдана Хмельницького III ступеня.